# Tourny
Tourny era una comuna francesa situada en el departamento de Eure, de la región de Normandía, que el 1 de enero de 2016 pasó a ser una comuna delegada de la comuna nueva de Vexin-sur-Epte al fusionarse con las comunas de Berthenonville, Bus-Saint-Rémy, Cahaignes, Cantiers, Civières, Dampsmesnil, Écos, Fontenay-en-Vexin, Forêt-la-Folie, Fourges, Fours-en-Vexin, Guitry, y Panilleuse.

## Demografía
| Gráfica de evolución demográfica de Tourny entre 1800 y 2013 |
|                                                              |

Los datos demográficos contemplados en este gráfico de la comuna de Tourny se han cogido de 1800 a 1999 de la página francesa EHESS/Cassini, y los demás datos de la página del INSEE.

## Lugares y monumentos
- Su iglesia está clasificada como monumento histórico . Sus partes fueron construidas -y en algunos casos reconstruidas- en los siglos XI, XIII y XV y contiene obras de arte -cuadros, vidrieras, estatuas y objetos de culto- que también se encuentran incluidos en los catálogos  del ministerio de cultura francés. El lugar se utiliza también para conciertos, como los del Festival de Vexin.